# جان أصفر
جان أصفر (1 نوفمبر 1917 – 20 أكتوبر 2010) هو مبارز بالسيف مصري راحل، مثّل بلاده في الألعاب الأولمبية الصيفية 1948.

## روابط رياضية
جان أصفر على موقع أوليمبيديا (الإنجليزية)